# Sarkofag Aleksandra
Sarkofag Aleksandra – antyczny sarkofag odnaleziony w Sydonie. Nazwa pochodzi od zdobiącego go reliefu z przedstawieniem Aleksandra Wielkiego.
Zabytek został odnaleziony w 1887 r. przez osmańską ekspedycję archeologiczną Hamdi Beya na obszarze królewskiej nekropolii w Sydonie. Należał prawdopodobnie do króla Sydonu Abdalonymosa. Obecnie jest przechowywany w Muzeum Archeologicznym w Stambule. Sarkofag jest prostokątną marmurową skrzynią o długości 3,12 m, ustawioną na wysokim i bogato zdobionym cokole. Zwieńczony jest gzymsem. Skrzynia posiada dwuspadową przykrywę z przyczółkami. Zabytek jest pokryty wypukłymi reliefami figuralnymi. Zachowała się polichromia. Sarkofag jest datowany na lata 312–310 p.n.e.
Na długiej stronie A znajduje się przedstawienie bitwy Greków z Persami. Po lewej widoczny jest Aleksander Wielki z lwim łbem na głowie siedzący na stającym dęba koniu trafionym strzałą. Monarcha mierzy sarisą w Persa. Postać w centrum to Hefajstion, przyjaciel Aleksandra Wielkiego, który wprowadził Abdalonymosa na tron Sydonu, natomiast jeździec z prawej to Perdikkas. Scena ta jest interpretowana jako przedstawienie bitwy pod Issos. 
Na długiej stronie B znajduje się scena polowania na lwa i jelenia. W centrum kompozycji ranny lew atakuje siedzącego na koniu Aleksandra Wielkiego. Król Macedonii ma odkrytą głowę ozdobioną opaską królewską i zamierza dzidą zabić ranne zwierzę. Po prawej lwa stronie został przedstawiony Abdalonymos, który organizował łowy dla Aleksandra w czasie oblężenia Tyru. Jeździec na prawo od niego to Hefajstion. Z prawej strony kompozycji ranny jeleń ucieka przed Grekiem.
Na wąskiej stronie C znajduje się scena batalistyczna, natomiast na stronie D pokazano polowanie na panterę. Przyczółek C ukazuje scenę zabójstwa. Jest to prawdopodobnie śmierć Perdikkasa. Z prawej strony Filip III Arridajos zabija klęczącego mężczyznę. Na stronie D została przedstawiona bitwa pod Gazą w 312 p.n.e., w której najprawdopodobniej poległ Abdalonymos.

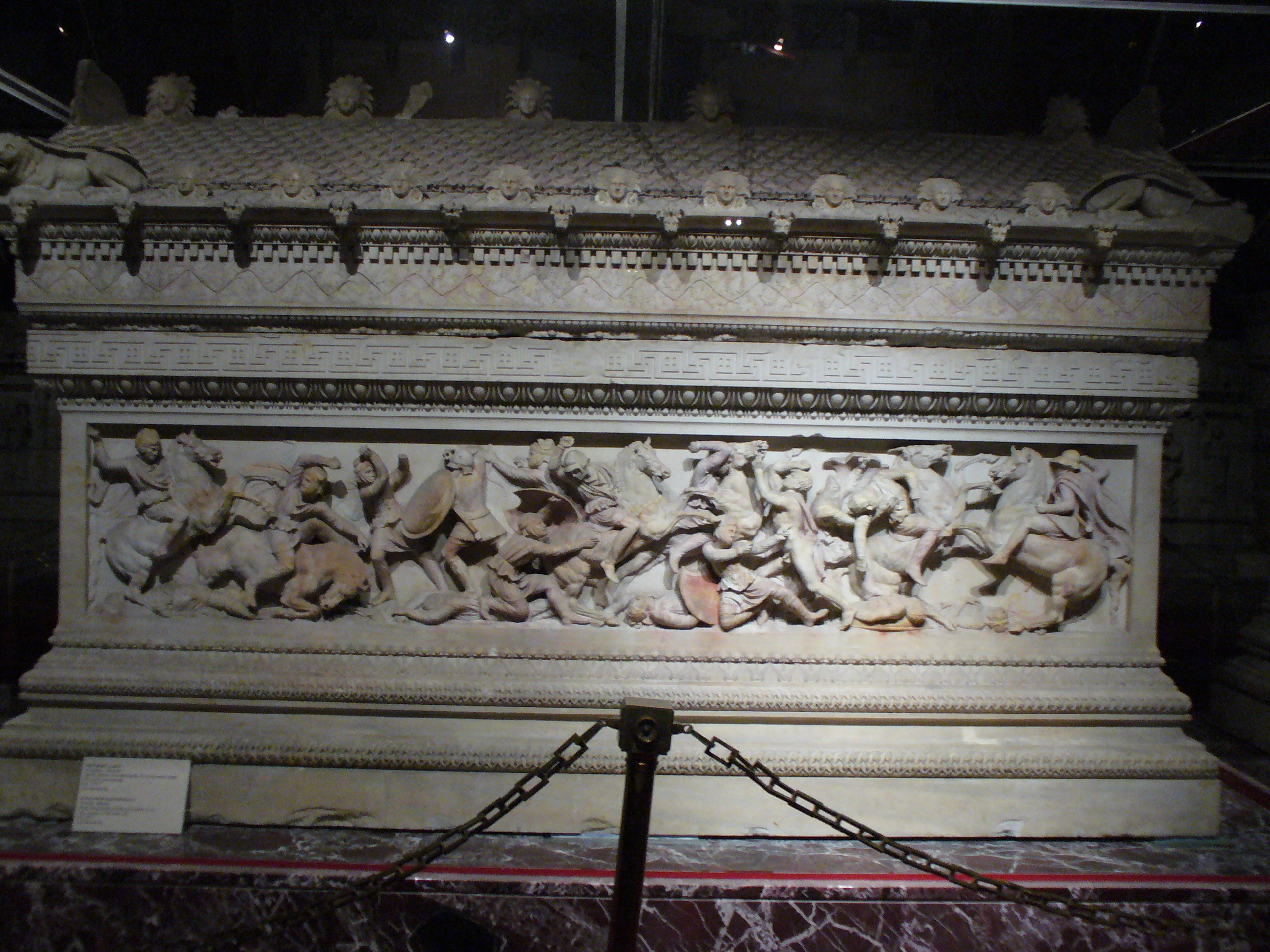
Strona A z przedstawieniem bitwy pod Issos
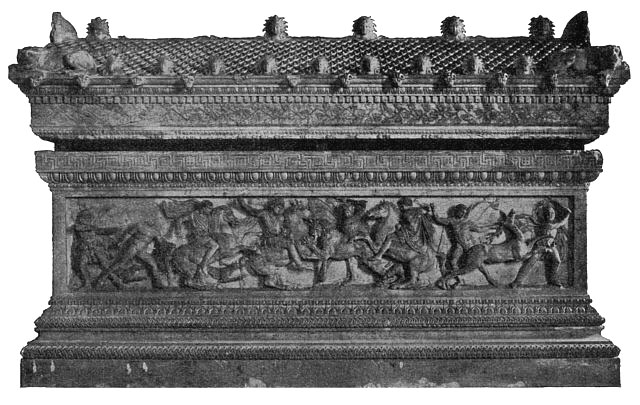
Strona B ze sceną polowania na lwa i jelenia
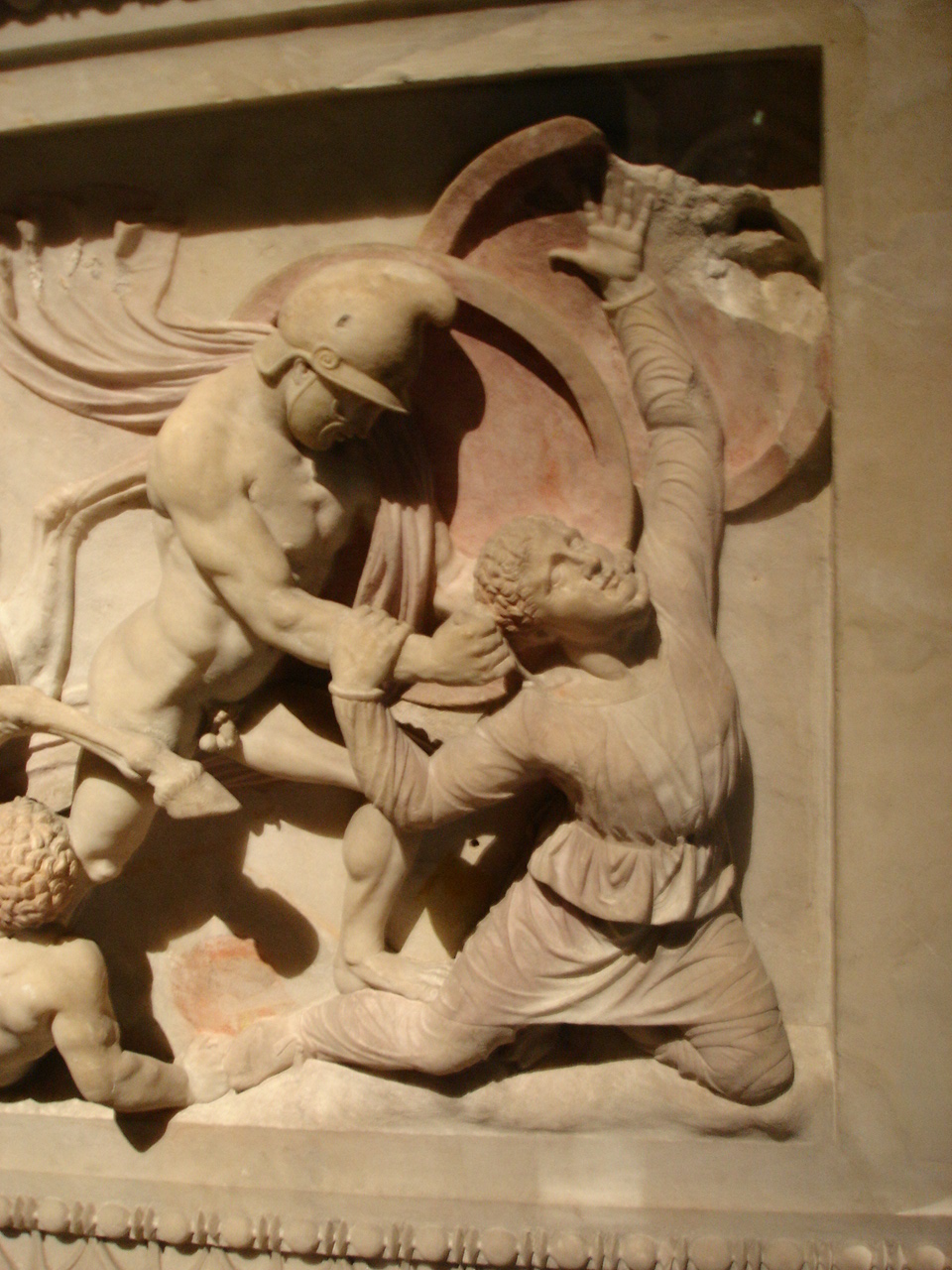
Fragment przyczółka C. Filip III Arridajos zabija mężczyznę
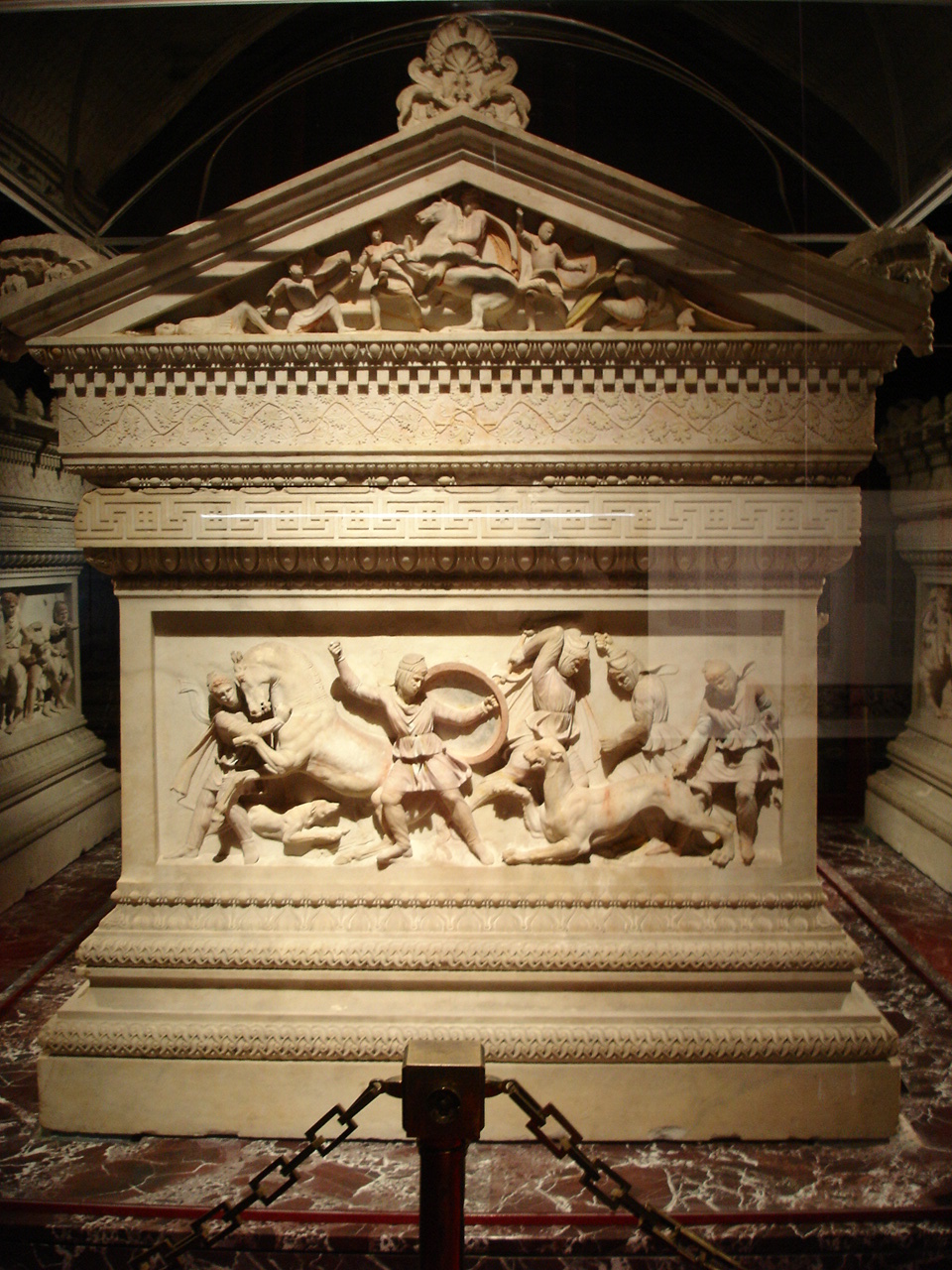
Strona D. Polowanie na panterę (na dole) i bitwa pod Gazą